# Gramps
Gramps (früher GRAMPS, als Abkürzung für Genealogical Research and Analysis Management Programming System) ist ein Genealogieprogramm für Linux, Windows und macOS.
Das Programm ermöglicht die Eingabe, Verwaltung und Ausgabe von genealogischen Daten. Es unterstützt das verbreitete GEDCOM-Format.
Der Zugang zu den Daten erfolgt über die auf der linken Seite aufgereihten Ansichten. „Personen“ führt alle Personen tabellarisch auf. „Beziehungen“ zeigt zu einer gewählten Person Eltern, Geschwister, Partner und Kinder. Über „Familien“ erreicht man alle bekannten Paare. Hinter „Vorfahren“ verbirgt sich ein Stammbaum, der zu der gewählten Person bis zu acht Generationen an Vorfahren zeigt. „Ereignisse“ listet alle Ereignisse, wie Geburt, Hochzeit, Tod und zahlreiche andere, chronologisch auf. Unter „Orte“ findet man die registrierten Orte verschiedener Ereignisse. „Geografie“ zeigt diese Orte auf einer Karte von Google Maps oder OpenStreetMap. Weitere Zugänge listen Quellen, Aufbewahrungsorte, Medien und Notizen auf.
Die gefilterten oder ungefilterten Daten können in verschiedene Formate exportiert werden, grafisch zum Beispiel als Stammbaum, textuell als Buch oder in Form einer Website. Die Auswahl an Personen lässt sich dabei sehr fein treffen. Zahlreiche Felder stehen zur Formulierung von Auswahlregeln zur Verfügung. Zur Verknüpfung mehrerer Regeln lässt sich wählen, ob mindestens eine, genau eine oder alle Regeln erfüllt sein müssen. Das Auswahlergebnis lässt sich auch umkehren, so dass genau die Personen erfasst werden, auf die die Regeln nicht passen.
Durch eine Plug-in-Schnittstelle kann Gramps erweitert werden. Es existieren mehrere Dutzend solcher „Gramplets“ genannten Erweiterungen. Manche sind offiziell Teil des Programmpakets, andere nachinstallierbare Add-ons unterschiedlicher Qualität. Gramps unterstützt über 30 Sprachen.
Als Gramps Web wird eine Variante als Web App entwickelt, welche die Gramps Datenbank nutzt und datenschutzkonforme Webzugriffe ermöglicht.